# Omnivoropterygidae
Omnivoropterygidae (care înseamnă „aripi omnivore”) este o familie de avialae primitive, cunoscută exclusiv din Formația Jiufotang din China. Aveau cozi osoase scurte și cranii neobișnuite, cu dinți prezenți doar pe maxilarul superior nu și pe mandibulă. Dentiția lor unică a determinat pe unii oameni de știință să sugereze că aveau o dietă omnivoră. Numele familiei a fost dat de Stephen A. Czerkas & Qiang Ji în 2002, deși sinonimul mai recent de Sapeornithidae numit în 2006 este folosit adesea.